# Stridsteknik
Stridsteknik är en militär term för hur de minsta militära förbanden (från enskild soldat upp till kompani eller bataljon) skall uppträda i strid. Stridsteknik styrs av reglementen och doktriner.
Begreppet stridsteknik (eller teknik) ska betraktas som specificerade instruktioner. Stridstekniken/instruktionerna är ”bruksanvisningar” eller drill som syftar till att öva upp enskilda färdigheter så att dessa går att använda upp på en nivå så att de kan bli en del av större taktiska operationer. 
Stridsteknik och drill skall vara som tumregler för hur man normalt ska agera i närmare bestämda situationer. Med andra ord de medel och färdigheter som används på de lägsta nivåerna för att vinna den lilla striden. 
Se även taktik.